# Protestants Museum de Geuzenhoek
Het Protestants Museum de Geuzenhoek - tot 2019 gekend als het ‘Protestants Historisch Museum Abraham Hans’ - is een museum in Korsele, een gehucht in de Belgische gemeente Horebeke. Het museum ligt in de Geuzenhoek, een gehucht in de Belgische gemeente Horebeke.
Het museum houdt de herinnering levendig aan de autochtone groep protestanten die hier sinds de Reformatie van de zestiende eeuw leven, vandaar ook de naam ‘de Geuzenhoek’, een verwijzing naar de geuzen. Het museum herbergt ook een uitgebreide collectie van de werken van volksschrijver Abraham Hans.
In 2019 werd het gebouw opgeknapt en kreeg het museum de nieuwe naam ‘Protestants Museum de Geuzenhoek’ (voorheen Protestants Historisch Museum Abraham Hans).

## Ontstaan van het museum
Vanaf 1815 tot 1982 werd in het gebouw een protestantse lagere school ingericht. Kinderen van protestanten konden hier de volledige lagere school en nog een jaar extra les volgen.
In 1982 sloot de school wegens gebrek aan leerlingen haar deuren. In hetzelfde jaar werd het 100-jarig jubileum van de geboorte van volksschrijver Abraham Hans, die geboren werd in het huis als kind van schoolmeester Bastiaan Hans, gevierd.
Naar aanleiding van dit jubileum werden verschillende activiteiten georganiseerd en werd voor het eerst het idee opgevat om in het gebouw van de voormalige school een museum in te richten. In 1989 opende het ‘Protestants Historisch Museum Abraham Hans’, waar bezoekers meer konden leren over de schrijver en over de protestantse gemeenschap in Korsele.
In 2019 werd het gebouw volledig opgeknapt en kreeg het een nieuwe naam ‘Protestants Museum de Geuzenhoek’. Bij deze gelegenheid werd ook een standbeeld van Abraham Hans onthuld.

## De collectie
Het museum huisvest een collectie met betrekking tot het protestantisme, de Geuzenhoek en het leven van de protestanten. Ook het leven in het voormalige schooltje komt aan bod. Een collectie historische Bijbels mag hier uiteraard ook niet ontbreken. Daarnaast is er ook een grote collectie met werken van Abraham Hans.

## Galerij

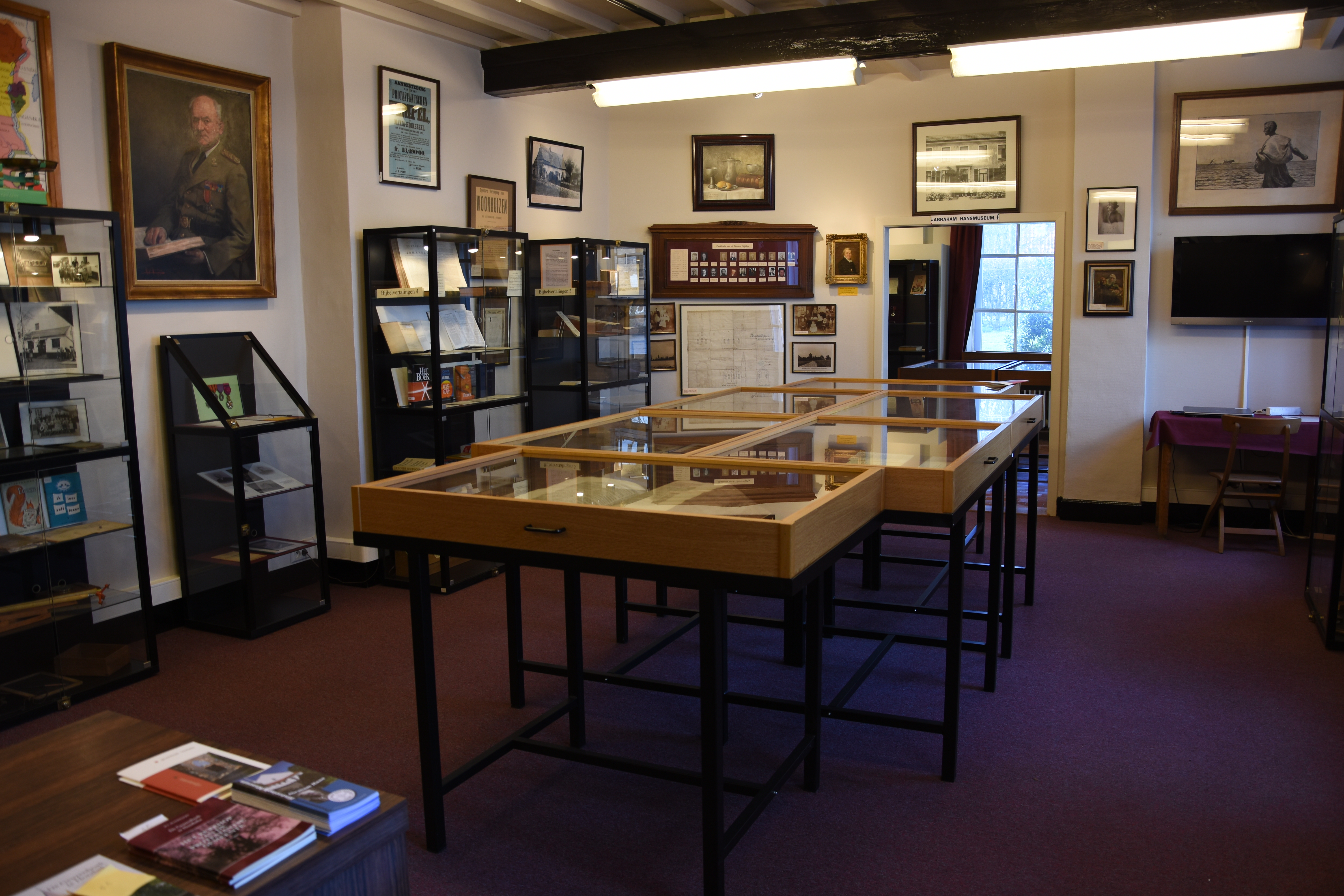
Het museum voor de heropening in 2019
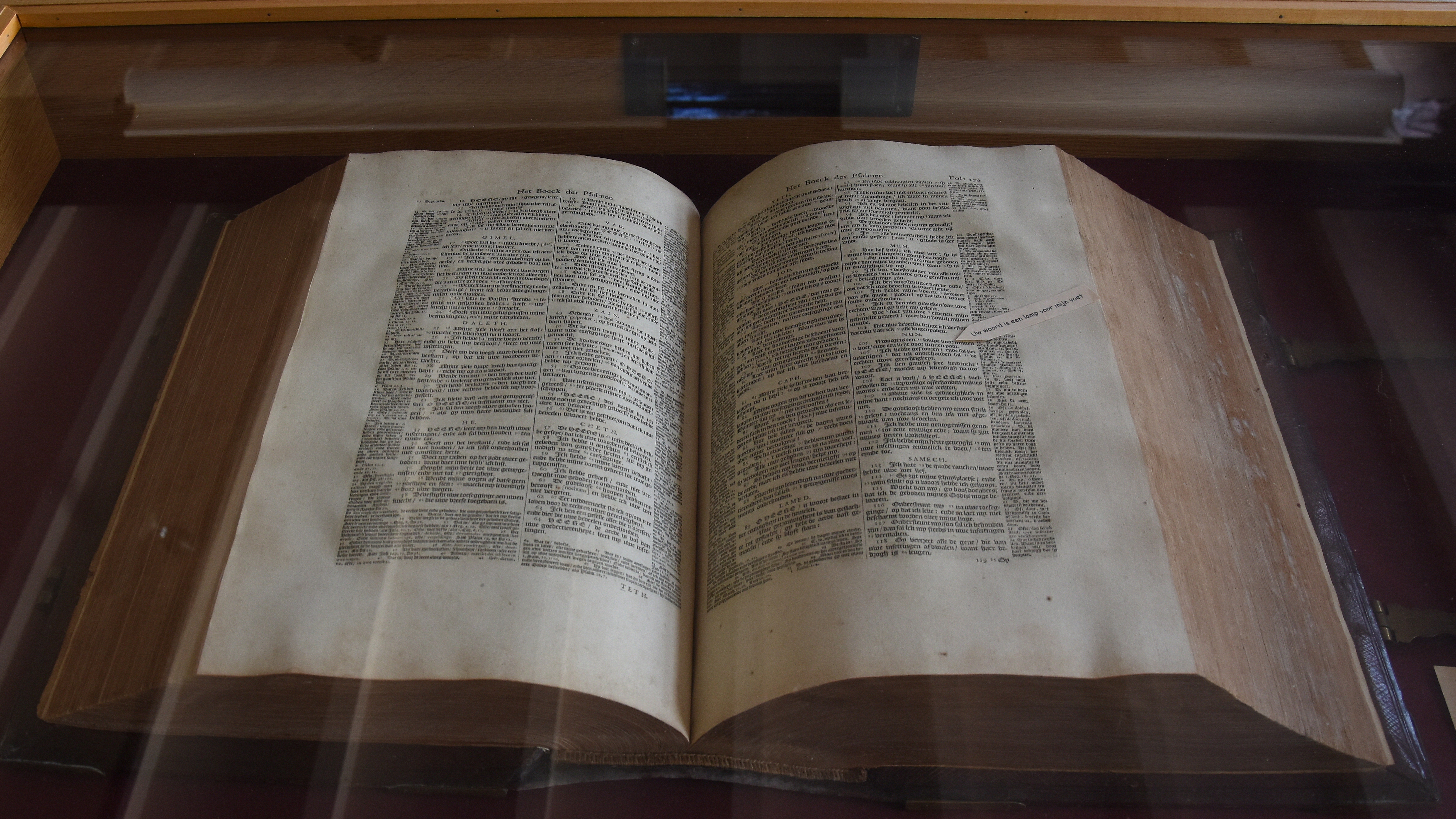
Een tentoongestelde bijbel uit 1729 - uitgegeven in Dordrecht (schenking van de Koning Boudewijnstichting)
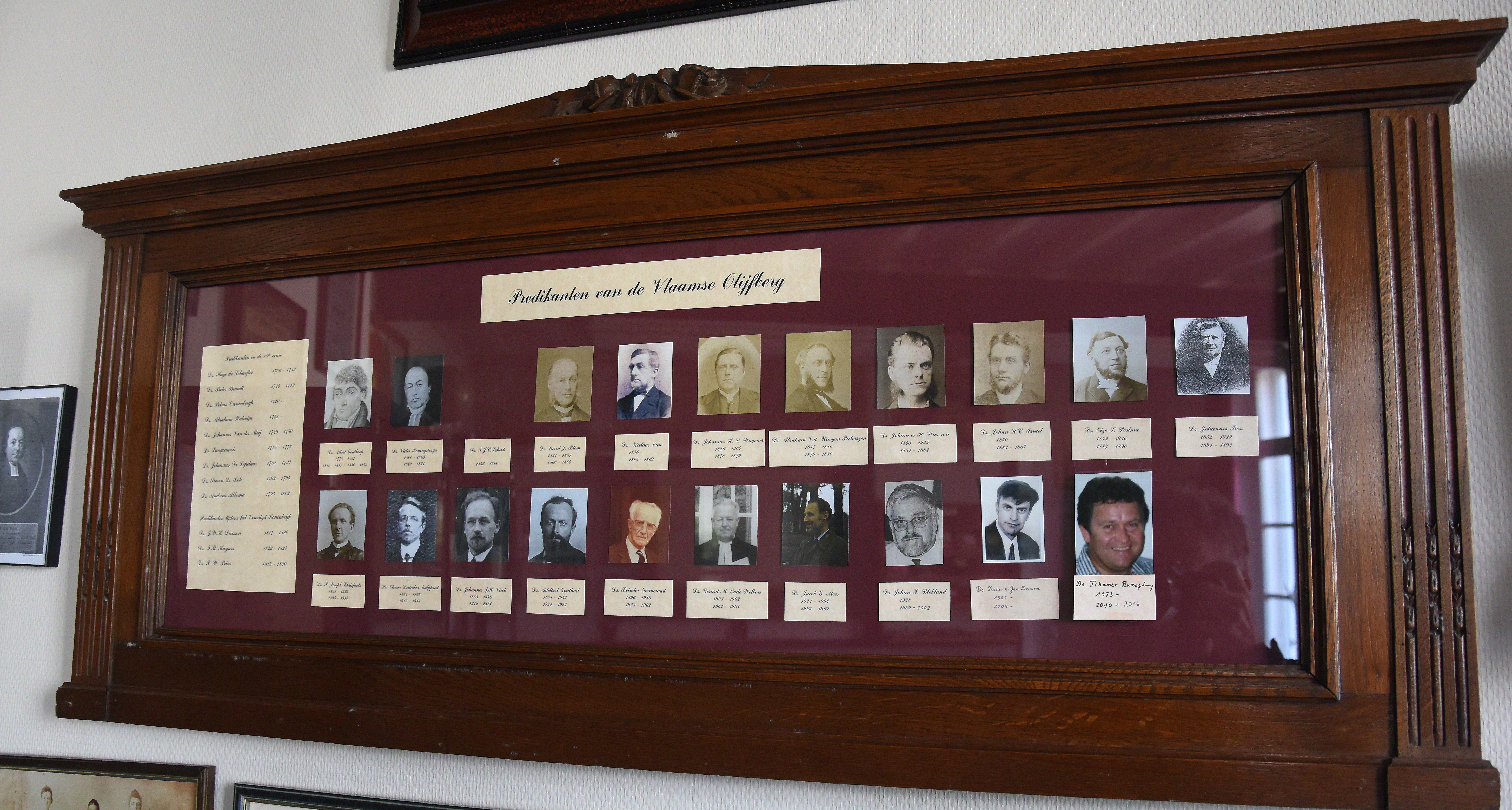
Predikanten in de Geuzenhoek